# Tour de Omán 2022
La 11.ª edición del Tour de Omán se disputó entre el 10 y el 15 de febrero de 2022 en territorio omaní con inicio en la ciudad de Rustaq y final en Corniche de Matrah. La carrera consistió de un total de seis etapas y recorre una distancia de 891 kilómetros.
La carrera formó parte del UCI ProSeries 2022, calendario ciclístico mundial de segunda división, dentro de la categoría UCI 2.Pro y fue ganada por el checo Jan Hirt del Intermarché-Wanty-Gobert Matériaux. Completaron el podio, como segundo y tercer clasificado respectivamente, el italiano Fausto Masnada del Quick-Step Alpha Vinyl y el portugués Rui Costa del UAE Emirates.

## Equipos participantes
Tomaron parte en la carrera 17 equipos: 7 de categoría UCI WorldTeam invitados por la organización, 8 de categoría UCI ProTeam, uno de categoría Continental y el equipo nacional omaní. Formaron así un pelotón de 102 ciclistas de los que acabaron 86. Los equipos participantes fueron:
| WorldTeams (7)- Cofidis - Groupama-FDJ - Intermarché-Wanty-Gobert Matériaux - Quick-Step Alpha Vinyl - BikeExchange-Jayco - Team DSM - UAE Team Emirates ProTeams (8)- Bardiani-CSF-Faizanè - Bingoal Pauwels Sauces WB - Burgos-BH - Euskaltel-Euskadi - Gazprom-RusVelo - Arkéa-Samsic - Team Novo Nordisk - Uno-X Pro Cycling Team Equipo continental- Astana Qazaqstan Development Team Equipo nacional- Omán |
| |

## Recorrido
El Tour de Omán dispuso de seis etapas dividido en tres etapas llanas y dos etapa escarpadas y una de montaña para un recorrido total de 891 kilómetros.
| Etapa     | Fecha     | Recorrido                                           | type             | Distancia (km) | Desnivel (m) | Ganador          | Líder            |
| --------- | --------- | --------------------------------------------------- | ---------------- | -------------- | ------------ | ---------------- | ---------------- |
| 1.ª etapa | 10 de feb | Rustaq Fort – Oman Convention and Exhibition Centre | etapa llana      | 138            | 684 m        | Fernando Gaviria | Fernando Gaviria |
| 2.ª etapa | 11 de feb | Jardín Naseem – Sohar                               | etapa llana      | 167,5          | 179 m        | Mark Cavendish   | Mark Cavendish   |
| 3.ª etapa | 12 de feb | Universidad Sultán Qaboos – Qurayyat                | etapa escarpada  | 180            | 1918 m       | Anthon Charmig   | Anthon Charmig   |
| 4.ª etapa | 13 de feb | As-Sifah – Mascate                                  | etapa escarpada  | 119,5          | 2174 m       | Fausto Masnada   | Fausto Masnada   |
| 5.ª etapa | 14 de feb | Samail – Sierra de Jabal Akhdar                     | etapa de montaña | 150,5          | 1967 m       | Jan Hirt         | Jan Hirt         |
| 6.ª etapa | 15 de feb | Mascate – Matrah Corniche                           | etapa llana      | 135,5          | 1097 m       | Fernando Gaviria | Jan Hirt         |

## Desarrollo de la carrera

### 1.ª etapa
| Rustaq Fort - Oman Convention and Exhibition Centre | etapa llana | (138 km) |

| \| Clasificación de la etapa \| Clasificación de la etapa \| Clasificación de la etapa \| Clasificación de la etapa \| Clasificación de la etapa \| \| Ciclista \| Ciclista \| Equipo \| Tiempo \| \| \| ------------------------- \| ------------------------- \| ---------------------------------- \| ------------------------- \| ------------------------- \| \| 1.º \| Fernando Gaviria \| UAE Team Emirates \| 3 h 17 min 04 s \| \| \| 2.º \| Mark Cavendish \| Quick-Step Alpha Vinyl \| + 0 s \| \| \| 3.º \| Kaden Groves \| BikeExchange-Jayco \| + 0 s \| \| \| 4.º \| Amaury Capiot \| Arkéa-Samsic \| + 0 s \| \| \| 5.º \| Paul Penhoët \| Groupama-FDJ \| + 0 s \| \| \| 6.º \| Maximiliano Richeze \| UAE Team Emirates \| + 0 s \| \| \| 7.º \| Max Walscheid \| Cofidis \| + 0 s \| \| \| 8.º \| Hugo Page \| Intermarché-Wanty-Gobert Matériaux \| + 0 s \| \| \| 9.º \| Andrea Peron \| Team Novo Nordisk \| + 0 s \| \| \| 10.º \| Mihkel Räim \| Burgos-BH \| + 0 s \| \| |                     |                                    |                 |
| |                     |                                    |                 |
| Fuente: ProCyclingStats |                     |                                    |                 |
| Clasificación de la etapa |                     |                                    |                 |
| Ciclista | Ciclista            | Equipo                             | Tiempo          |
| 1.º | Fernando Gaviria    | UAE Team Emirates                  | 3 h 17 min 04 s |
| 2.º | Mark Cavendish      | Quick-Step Alpha Vinyl             | + 0 s           |
| 3.º | Kaden Groves        | BikeExchange-Jayco                 | + 0 s           |
| 4.º | Amaury Capiot       | Arkéa-Samsic                       | + 0 s           |
| 5.º | Paul Penhoët        | Groupama-FDJ                       | + 0 s           |
| 6.º | Maximiliano Richeze | UAE Team Emirates                  | + 0 s           |
| 7.º | Max Walscheid       | Cofidis                            | + 0 s           |
| 8.º | Hugo Page           | Intermarché-Wanty-Gobert Matériaux | + 0 s           |
| 9.º | Andrea Peron        | Team Novo Nordisk                  | + 0 s           |
| 10.º | Mihkel Räim         | Burgos-BH                          | + 0 s           |

| \| Clasificación general \| Clasificación general \| Clasificación general \| Clasificación general \| Clasificación general \| \| Ciclista \| Ciclista \| Equipo \| Tiempo \| \| \| --------------------- \| --------------------- \| ---------------------- \| --------------------- \| --------------------- \| \| 1.º \| Fernando Gaviria \| UAE Team Emirates \| 3 h 16 min 54 s \| \| \| 2.º \| Mark Cavendish \| Quick-Step Alpha Vinyl \| + 2 s \| \| \| 3.º \| Peio Goikoetxea \| Euskaltel-Euskadi \| + 4 s \| \| \| 4.º \| Kaden Groves \| BikeExchange-Jayco \| + 6 s \| \| \| 5.º \| Rui Alberto Costa \| UAE Team Emirates \| + 9 s \| \| \| 6.º \| Jan Dunnewind \| Team Novo Nordisk \| + 9 s \| \| \| 7.º \| Amaury Capiot \| Arkéa-Samsic \| + 10 s \| \| \| 8.º \| Paul Penhoët \| Groupama-FDJ \| + 10 s \| \| \| 9.º \| Maximiliano Richeze \| UAE Team Emirates \| + 10 s \| \| \| 10.º \| Max Walscheid \| Cofidis \| + 10 s \| \| |                     |                        |                 |
| |                     |                        |                 |
| Fuente: ProCyclingStats |                     |                        |                 |
| Clasificación general |                     |                        |                 |
| Ciclista | Ciclista            | Equipo                 | Tiempo          |
| 1.º | Fernando Gaviria    | UAE Team Emirates      | 3 h 16 min 54 s |
| 2.º | Mark Cavendish      | Quick-Step Alpha Vinyl | + 2 s           |
| 3.º | Peio Goikoetxea     | Euskaltel-Euskadi      | + 4 s           |
| 4.º | Kaden Groves        | BikeExchange-Jayco     | + 6 s           |
| 5.º | Rui Alberto Costa   | UAE Team Emirates      | + 9 s           |
| 6.º | Jan Dunnewind       | Team Novo Nordisk      | + 9 s           |
| 7.º | Amaury Capiot       | Arkéa-Samsic           | + 10 s          |
| 8.º | Paul Penhoët        | Groupama-FDJ           | + 10 s          |
| 9.º | Maximiliano Richeze | UAE Team Emirates      | + 10 s          |
| 10.º | Max Walscheid       | Cofidis                | + 10 s          |

### 2.ª etapa
| Jardín Naseem - Sohar | etapa llana | (167,5 km) |

| \| Clasificación de la etapa \| Clasificación de la etapa \| Clasificación de la etapa \| Clasificación de la etapa \| Clasificación de la etapa \| \| Ciclista \| Ciclista \| Equipo \| Tiempo \| \| \| ------------------------- \| ------------------------- \| ---------------------------------- \| ------------------------- \| ------------------------- \| \| 1.º \| Mark Cavendish \| Quick-Step Alpha Vinyl \| 4 h 10 min 31 s \| \| \| 2.º \| Kaden Groves \| BikeExchange-Jayco \| + 0 s \| \| \| 3.º \| Amaury Capiot \| Arkéa-Samsic \| + 0 s \| \| \| 4.º \| Fernando Gaviria \| UAE Team Emirates \| + 0 s \| \| \| 5.º \| Tom Devriendt \| Intermarché-Wanty-Gobert Matériaux \| + 0 s \| \| \| 6.º \| Mihkel Räim \| Burgos-BH \| + 0 s \| \| \| 7.º \| Campbell Stewart \| BikeExchange-Jayco \| + 0 s \| \| \| 8.º \| Paul Penhoët \| Groupama-FDJ \| + 0 s \| \| \| 9.º \| Milan Menten \| Bingoal Pauwels Sauces WB \| + 0 s \| \| \| 10.º \| Carlos Canal \| Euskaltel-Euskadi \| + 0 s \| \| |                  |                                    |                 |
| |                  |                                    |                 |
| Fuente: ProCyclingStats |                  |                                    |                 |
| Clasificación de la etapa |                  |                                    |                 |
| Ciclista | Ciclista         | Equipo                             | Tiempo          |
| 1.º | Mark Cavendish   | Quick-Step Alpha Vinyl             | 4 h 10 min 31 s |
| 2.º | Kaden Groves     | BikeExchange-Jayco                 | + 0 s           |
| 3.º | Amaury Capiot    | Arkéa-Samsic                       | + 0 s           |
| 4.º | Fernando Gaviria | UAE Team Emirates                  | + 0 s           |
| 5.º | Tom Devriendt    | Intermarché-Wanty-Gobert Matériaux | + 0 s           |
| 6.º | Mihkel Räim      | Burgos-BH                          | + 0 s           |
| 7.º | Campbell Stewart | BikeExchange-Jayco                 | + 0 s           |
| 8.º | Paul Penhoët     | Groupama-FDJ                       | + 0 s           |
| 9.º | Milan Menten     | Bingoal Pauwels Sauces WB          | + 0 s           |
| 10.º | Carlos Canal     | Euskaltel-Euskadi                  | + 0 s           |

| \| Clasificación general \| Clasificación general \| Clasificación general \| Clasificación general \| Clasificación general \| \| Ciclista \| Ciclista \| Equipo \| Tiempo \| \| \| --------------------- \| --------------------- \| ------------------------- \| --------------------- \| --------------------- \| \| 1.º \| Mark Cavendish \| Quick-Step Alpha Vinyl \| 7 h 27 min 16 s \| \| \| 2.º \| Kaden Groves \| BikeExchange-Jayco \| + 9 s \| \| \| 3.º \| Fernando Gaviria \| UAE Team Emirates \| + 9 s \| \| \| 4.º \| Antonio Angulo \| Euskaltel-Euskadi \| + 13 s \| \| \| 5.º \| Peio Goikoetxea \| Euskaltel-Euskadi \| + 13 s \| \| \| 6.º \| Amaury Capiot \| Arkéa-Samsic \| + 15 s \| \| \| 7.º \| Rui Alberto Costa \| UAE Team Emirates \| + 17 s \| \| \| 8.º \| Paul Penhoët \| Groupama-FDJ \| + 19 s \| \| \| 9.º \| Mihkel Räim \| Burgos-BH \| + 19 s \| \| \| 10.º \| Milan Menten \| Bingoal Pauwels Sauces WB \| + 19 s \| \| |                   |                           |                 |
| |                   |                           |                 |
| Fuente: ProCyclingStats |                   |                           |                 |
| Clasificación general |                   |                           |                 |
| Ciclista | Ciclista          | Equipo                    | Tiempo          |
| 1.º | Mark Cavendish    | Quick-Step Alpha Vinyl    | 7 h 27 min 16 s |
| 2.º | Kaden Groves      | BikeExchange-Jayco        | + 9 s           |
| 3.º | Fernando Gaviria  | UAE Team Emirates         | + 9 s           |
| 4.º | Antonio Angulo    | Euskaltel-Euskadi         | + 13 s          |
| 5.º | Peio Goikoetxea   | Euskaltel-Euskadi         | + 13 s          |
| 6.º | Amaury Capiot     | Arkéa-Samsic              | + 15 s          |
| 7.º | Rui Alberto Costa | UAE Team Emirates         | + 17 s          |
| 8.º | Paul Penhoët      | Groupama-FDJ              | + 19 s          |
| 9.º | Mihkel Räim       | Burgos-BH                 | + 19 s          |
| 10.º | Milan Menten      | Bingoal Pauwels Sauces WB | + 19 s          |

### 3.ª etapa
| Universidad Sultán Qaboos - Qurayyat | etapa escarpada | (180 km) |

| \| Clasificación de la etapa \| Clasificación de la etapa \| Clasificación de la etapa \| Clasificación de la etapa \| Clasificación de la etapa \| \| Ciclista \| Ciclista \| Equipo \| Tiempo \| \| \| ------------------------- \| ------------------------- \| ---------------------------------- \| ------------------------- \| ------------------------- \| \| 1.º \| Anthon Charmig \| Uno-X Pro Cycling Team \| 4 h 19 min 30 s \| \| \| 2.º \| Jan Hirt \| Intermarché-Wanty-Gobert Matériaux \| + 0 s \| \| \| 3.º \| Élie Gesbert \| Arkéa-Samsic \| + 2 s \| \| \| 4.º \| Fausto Masnada \| Quick-Step Alpha Vinyl \| + 4 s \| \| \| 5.º \| Rui Alberto Costa \| UAE Team Emirates \| + 4 s \| \| \| 6.º \| Rein Taaramäe \| Intermarché-Wanty-Gobert Matériaux \| + 4 s \| \| \| 7.º \| Henri Vandenabeele \| Team DSM \| + 4 s \| \| \| 8.º \| Harold Martín López \| Astana Qazaqstan Development Team \| + 7 s \| \| \| 9.º \| Denis Nekrasov \| Gazprom-RusVelo \| + 7 s \| \| \| 10.º \| Mauro Schmid \| Quick-Step Alpha Vinyl \| + 7 s \| \| |                     |                                    |                 |
| |                     |                                    |                 |
| Fuente: ProCyclingStats |                     |                                    |                 |
| Clasificación de la etapa |                     |                                    |                 |
| Ciclista | Ciclista            | Equipo                             | Tiempo          |
| 1.º | Anthon Charmig      | Uno-X Pro Cycling Team             | 4 h 19 min 30 s |
| 2.º | Jan Hirt            | Intermarché-Wanty-Gobert Matériaux | + 0 s           |
| 3.º | Élie Gesbert        | Arkéa-Samsic                       | + 2 s           |
| 4.º | Fausto Masnada      | Quick-Step Alpha Vinyl             | + 4 s           |
| 5.º | Rui Alberto Costa   | UAE Team Emirates                  | + 4 s           |
| 6.º | Rein Taaramäe       | Intermarché-Wanty-Gobert Matériaux | + 4 s           |
| 7.º | Henri Vandenabeele  | Team DSM                           | + 4 s           |
| 8.º | Harold Martín López | Astana Qazaqstan Development Team  | + 7 s           |
| 9.º | Denis Nekrasov      | Gazprom-RusVelo                    | + 7 s           |
| 10.º | Mauro Schmid        | Quick-Step Alpha Vinyl             | + 7 s           |

| \| Clasificación general \| Clasificación general \| Clasificación general \| Clasificación general \| Clasificación general \| \| Ciclista \| Ciclista \| Equipo \| Tiempo \| \| \| --------------------- \| --------------------- \| ---------------------------------- \| --------------------- \| --------------------- \| \| 1.º \| Anthon Charmig \| Uno-X Pro Cycling Team \| 11 h 46 min 55 s \| \| \| 2.º \| Jan Hirt \| Intermarché-Wanty-Gobert Matériaux \| + 4 s \| \| \| 3.º \| Élie Gesbert \| Arkéa-Samsic \| + 8 s \| \| \| 4.º \| Rui Alberto Costa \| UAE Team Emirates \| + 12 s \| \| \| 5.º \| Rein Taaramäe \| Intermarché-Wanty-Gobert Matériaux \| + 14 s \| \| \| 6.º \| Denis Nekrasov \| Gazprom-RusVelo \| + 17 s \| \| \| 7.º \| Harold Martín López \| Astana Qazaqstan Development Team \| + 17 s \| \| \| 8.º \| Hugo Page \| Intermarché-Wanty-Gobert Matériaux \| + 17 s \| \| \| 9.º \| Ryan Gibbons \| UAE Team Emirates \| + 17 s \| \| \| 10.º \| Filippo Zana \| Bardiani CSF Faizanè \| + 17 s \| \| |                     |                                    |                  |
| |                     |                                    |                  |
| Fuente: ProCyclingStats |                     |                                    |                  |
| Clasificación general |                     |                                    |                  |
| Ciclista | Ciclista            | Equipo                             | Tiempo           |
| 1.º | Anthon Charmig      | Uno-X Pro Cycling Team             | 11 h 46 min 55 s |
| 2.º | Jan Hirt            | Intermarché-Wanty-Gobert Matériaux | + 4 s            |
| 3.º | Élie Gesbert        | Arkéa-Samsic                       | + 8 s            |
| 4.º | Rui Alberto Costa   | UAE Team Emirates                  | + 12 s           |
| 5.º | Rein Taaramäe       | Intermarché-Wanty-Gobert Matériaux | + 14 s           |
| 6.º | Denis Nekrasov      | Gazprom-RusVelo                    | + 17 s           |
| 7.º | Harold Martín López | Astana Qazaqstan Development Team  | + 17 s           |
| 8.º | Hugo Page           | Intermarché-Wanty-Gobert Matériaux | + 17 s           |
| 9.º | Ryan Gibbons        | UAE Team Emirates                  | + 17 s           |
| 10.º | Filippo Zana        | Bardiani CSF Faizanè               | + 17 s           |

### 4.ª etapa
| As-Sifah - Mascate | etapa escarpada | (119,5 km) |

| \| Clasificación de la etapa \| Clasificación de la etapa \| Clasificación de la etapa \| Clasificación de la etapa \| Clasificación de la etapa \| \| Ciclista \| Ciclista \| Equipo \| Tiempo \| \| \| ------------------------- \| ------------------------- \| ---------------------------------- \| ------------------------- \| ------------------------- \| \| 1.º \| Fausto Masnada \| Quick-Step Alpha Vinyl \| 3 h 01 min 53 s \| \| \| 2.º \| Mauro Schmid \| Quick-Step Alpha Vinyl \| + 1 min 07 s \| \| \| 3.º \| Kévin Vauquelin \| Arkéa-Samsic \| + 1 min 07 s \| \| \| 4.º \| Rui Alberto Costa \| UAE Team Emirates \| + 1 min 07 s \| \| \| 5.º \| Kevin Vermaerke \| Team DSM \| + 1 min 07 s \| \| \| 6.º \| Anthon Charmig \| Uno-X Pro Cycling Team \| + 1 min 07 s \| \| \| 7.º \| Jan Hirt \| Intermarché-Wanty-Gobert Matériaux \| + 1 min 07 s \| \| \| 8.º \| Henri Vandenabeele \| Team DSM \| + 1 min 07 s \| \| \| 9.º \| Sander Armée \| Cofidis \| + 1 min 18 s \| \| \| 10.º \| Jonas Hvideberg \| Team DSM \| + 1 min 23 s \| \| |                    |                                    |                 |
| |                    |                                    |                 |
| Fuente: ProCyclingStats |                    |                                    |                 |
| Clasificación de la etapa |                    |                                    |                 |
| Ciclista | Ciclista           | Equipo                             | Tiempo          |
| 1.º | Fausto Masnada     | Quick-Step Alpha Vinyl             | 3 h 01 min 53 s |
| 2.º | Mauro Schmid       | Quick-Step Alpha Vinyl             | + 1 min 07 s    |
| 3.º | Kévin Vauquelin    | Arkéa-Samsic                       | + 1 min 07 s    |
| 4.º | Rui Alberto Costa  | UAE Team Emirates                  | + 1 min 07 s    |
| 5.º | Kevin Vermaerke    | Team DSM                           | + 1 min 07 s    |
| 6.º | Anthon Charmig     | Uno-X Pro Cycling Team             | + 1 min 07 s    |
| 7.º | Jan Hirt           | Intermarché-Wanty-Gobert Matériaux | + 1 min 07 s    |
| 8.º | Henri Vandenabeele | Team DSM                           | + 1 min 07 s    |
| 9.º | Sander Armée       | Cofidis                            | + 1 min 18 s    |
| 10.º | Jonas Hvideberg    | Team DSM                           | + 1 min 23 s    |

| \| Clasificación general \| Clasificación general \| Clasificación general \| Clasificación general \| Clasificación general \| \| Ciclista \| Ciclista \| Equipo \| Tiempo \| \| \| --------------------- \| --------------------- \| ---------------------------------- \| --------------------- \| --------------------- \| \| 1.º \| Fausto Masnada \| Quick-Step Alpha Vinyl \| 14 h 49 min 00 s \| \| \| 2.º \| Anthon Charmig \| Uno-X Pro Cycling Team \| + 55 s \| \| \| 3.º \| Jan Hirt \| Intermarché-Wanty-Gobert Matériaux \| + 58 s \| \| \| 4.º \| Mauro Schmid \| Quick-Step Alpha Vinyl \| + 1 min 06 s \| \| \| 5.º \| Rui Alberto Costa \| UAE Team Emirates \| + 1 min 07 s \| \| \| 6.º \| Élie Gesbert \| Arkéa-Samsic \| + 1 min 22 s \| \| \| 7.º \| Kevin Vermaerke \| Team DSM \| + 1 min 22 s \| \| \| 8.º \| Henri Vandenabeele \| Team DSM \| + 1 min 23 s \| \| \| 9.º \| Rein Taaramäe \| Intermarché-Wanty-Gobert Matériaux \| + 1 min 28 s \| \| \| 10.º \| Denis Nekrasov \| Gazprom-RusVelo \| + 1 min 31 s \| \| |                    |                                    |                  |
| |                    |                                    |                  |
| Fuente: ProCyclingStats |                    |                                    |                  |
| Clasificación general |                    |                                    |                  |
| Ciclista | Ciclista           | Equipo                             | Tiempo           |
| 1.º | Fausto Masnada     | Quick-Step Alpha Vinyl             | 14 h 49 min 00 s |
| 2.º | Anthon Charmig     | Uno-X Pro Cycling Team             | + 55 s           |
| 3.º | Jan Hirt           | Intermarché-Wanty-Gobert Matériaux | + 58 s           |
| 4.º | Mauro Schmid       | Quick-Step Alpha Vinyl             | + 1 min 06 s     |
| 5.º | Rui Alberto Costa  | UAE Team Emirates                  | + 1 min 07 s     |
| 6.º | Élie Gesbert       | Arkéa-Samsic                       | + 1 min 22 s     |
| 7.º | Kevin Vermaerke    | Team DSM                           | + 1 min 22 s     |
| 8.º | Henri Vandenabeele | Team DSM                           | + 1 min 23 s     |
| 9.º | Rein Taaramäe      | Intermarché-Wanty-Gobert Matériaux | + 1 min 28 s     |
| 10.º | Denis Nekrasov     | Gazprom-RusVelo                    | + 1 min 31 s     |

### 5.ª etapa
| Samail - Sierra de Jabal Akhdar | etapa de montaña | (150,5 km) |

| \| Clasificación de la etapa \| Clasificación de la etapa \| Clasificación de la etapa \| Clasificación de la etapa \| Clasificación de la etapa \| \| Ciclista \| Ciclista \| Equipo \| Tiempo \| \| \| ------------------------- \| ------------------------- \| ---------------------------------- \| ------------------------- \| ------------------------- \| \| 1.º \| Jan Hirt \| Intermarché-Wanty-Gobert Matériaux \| 3 h 35 min 39 s \| \| \| 2.º \| Kévin Vauquelin \| Arkéa-Samsic \| + 39 s \| \| \| 3.º \| Élie Gesbert \| Arkéa-Samsic \| + 48 s \| \| \| 4.º \| Kevin Colleoni \| BikeExchange-Jayco \| + 57 s \| \| \| 5.º \| Rui Alberto Costa \| UAE Team Emirates \| + 57 s \| \| \| 6.º \| Rein Taaramäe \| Intermarché-Wanty-Gobert Matériaux \| + 1 min 11 s \| \| \| 7.º \| Anthon Charmig \| Uno-X Pro Cycling Team \| + 1 min 11 s \| \| \| 8.º \| Henri Vandenabeele \| Team DSM \| + 1 min 19 s \| \| \| 9.º \| Kevin Vermaerke \| Team DSM \| + 1 min 43 s \| \| \| 10.º \| Mauro Schmid \| Quick-Step Alpha Vinyl \| + 1 min 43 s \| \| |                    |                                    |                 |
| |                    |                                    |                 |
| Fuente: ProCyclingStats |                    |                                    |                 |
| Clasificación de la etapa |                    |                                    |                 |
| Ciclista | Ciclista           | Equipo                             | Tiempo          |
| 1.º | Jan Hirt           | Intermarché-Wanty-Gobert Matériaux | 3 h 35 min 39 s |
| 2.º | Kévin Vauquelin    | Arkéa-Samsic                       | + 39 s          |
| 3.º | Élie Gesbert       | Arkéa-Samsic                       | + 48 s          |
| 4.º | Kevin Colleoni     | BikeExchange-Jayco                 | + 57 s          |
| 5.º | Rui Alberto Costa  | UAE Team Emirates                  | + 57 s          |
| 6.º | Rein Taaramäe      | Intermarché-Wanty-Gobert Matériaux | + 1 min 11 s    |
| 7.º | Anthon Charmig     | Uno-X Pro Cycling Team             | + 1 min 11 s    |
| 8.º | Henri Vandenabeele | Team DSM                           | + 1 min 19 s    |
| 9.º | Kevin Vermaerke    | Team DSM                           | + 1 min 43 s    |
| 10.º | Mauro Schmid       | Quick-Step Alpha Vinyl             | + 1 min 43 s    |

| \| Clasificación general \| Clasificación general \| Clasificación general \| Clasificación general \| Clasificación general \| \| Ciclista \| Ciclista \| Equipo \| Tiempo \| \| \| --------------------- \| --------------------- \| ---------------------------------- \| --------------------- \| --------------------- \| \| 1.º \| Jan Hirt \| Intermarché-Wanty-Gobert Matériaux \| 18 h 25 min 27 s \| \| \| 2.º \| Fausto Masnada \| Quick-Step Alpha Vinyl \| + 1 min 00 s \| \| \| 3.º \| Rui Alberto Costa \| UAE Team Emirates \| + 1 min 16 s \| \| \| 4.º \| Élie Gesbert \| Arkéa-Samsic \| + 1 min 18 s \| \| \| 5.º \| Anthon Charmig \| Uno-X Pro Cycling Team \| + 1 min 18 s \| \| \| 6.º \| Kévin Vauquelin \| Arkéa-Samsic \| + 1 min 38 s \| \| \| 7.º \| Kevin Colleoni \| BikeExchange-Jayco \| + 1 min 50 s \| \| \| 8.º \| Rein Taaramäe \| Intermarché-Wanty-Gobert Matériaux \| + 1 min 51 s \| \| \| 9.º \| Henri Vandenabeele \| Team DSM \| + 1 min 54 s \| \| \| 10.º \| Mauro Schmid \| Quick-Step Alpha Vinyl \| + 2 min 01 s \| \| |                    |                                    |                  |
| |                    |                                    |                  |
| Fuente: ProCyclingStats |                    |                                    |                  |
| Clasificación general |                    |                                    |                  |
| Ciclista | Ciclista           | Equipo                             | Tiempo           |
| 1.º | Jan Hirt           | Intermarché-Wanty-Gobert Matériaux | 18 h 25 min 27 s |
| 2.º | Fausto Masnada     | Quick-Step Alpha Vinyl             | + 1 min 00 s     |
| 3.º | Rui Alberto Costa  | UAE Team Emirates                  | + 1 min 16 s     |
| 4.º | Élie Gesbert       | Arkéa-Samsic                       | + 1 min 18 s     |
| 5.º | Anthon Charmig     | Uno-X Pro Cycling Team             | + 1 min 18 s     |
| 6.º | Kévin Vauquelin    | Arkéa-Samsic                       | + 1 min 38 s     |
| 7.º | Kevin Colleoni     | BikeExchange-Jayco                 | + 1 min 50 s     |
| 8.º | Rein Taaramäe      | Intermarché-Wanty-Gobert Matériaux | + 1 min 51 s     |
| 9.º | Henri Vandenabeele | Team DSM                           | + 1 min 54 s     |
| 10.º | Mauro Schmid       | Quick-Step Alpha Vinyl             | + 2 min 01 s     |

### 6.ª etapa
| Mascate - Matrah Corniche | etapa llana | (135,5 km) |

| \| Clasificación de la etapa \| Clasificación de la etapa \| Clasificación de la etapa \| Clasificación de la etapa \| Clasificación de la etapa \| \| Ciclista \| Ciclista \| Equipo \| Tiempo \| \| \| ------------------------- \| ------------------------- \| ---------------------------------- \| ------------------------- \| ------------------------- \| \| 1.º \| Fernando Gaviria \| UAE Team Emirates \| 4 h 10 min 16 s \| \| \| 2.º \| Kaden Groves \| BikeExchange-Jayco \| + 0 s \| \| \| 3.º \| Amaury Capiot \| Arkéa-Samsic \| + 0 s \| \| \| 4.º \| Paul Penhoët \| Groupama-FDJ \| + 0 s \| \| \| 5.º \| Hugo Page \| Intermarché-Wanty-Gobert Matériaux \| + 0 s \| \| \| 6.º \| Mark Cavendish \| Quick-Step Alpha Vinyl \| + 0 s \| \| \| 7.º \| Felix Groß \| UAE Team Emirates \| + 0 s \| \| \| 8.º \| Laurenz Rex \| Bingoal Pauwels Sauces WB \| + 0 s \| \| \| 9.º \| Szymon Sajnok \| Cofidis \| + 0 s \| \| \| 10.º \| Kévin Vauquelin \| Arkéa-Samsic \| + 0 s \| \| |                  |                                    |                 |
| |                  |                                    |                 |
| Fuente: ProCyclingStats |                  |                                    |                 |
| Clasificación de la etapa |                  |                                    |                 |
| Ciclista | Ciclista         | Equipo                             | Tiempo          |
| 1.º | Fernando Gaviria | UAE Team Emirates                  | 4 h 10 min 16 s |
| 2.º | Kaden Groves     | BikeExchange-Jayco                 | + 0 s           |
| 3.º | Amaury Capiot    | Arkéa-Samsic                       | + 0 s           |
| 4.º | Paul Penhoët     | Groupama-FDJ                       | + 0 s           |
| 5.º | Hugo Page        | Intermarché-Wanty-Gobert Matériaux | + 0 s           |
| 6.º | Mark Cavendish   | Quick-Step Alpha Vinyl             | + 0 s           |
| 7.º | Felix Groß       | UAE Team Emirates                  | + 0 s           |
| 8.º | Laurenz Rex      | Bingoal Pauwels Sauces WB          | + 0 s           |
| 9.º | Szymon Sajnok    | Cofidis                            | + 0 s           |
| 10.º | Kévin Vauquelin  | Arkéa-Samsic                       | + 0 s           |

## Clasificaciones finales
- Las clasificaciones finalizaron de la siguiente forma:[3]

### Clasificación general
| \| Clasificación general \| Clasificación general \| Clasificación general \| Clasificación general \| Clasificación general \| \| Ciclista \| Ciclista \| Equipo \| Tiempo \| \| \| --------------------- \| --------------------- \| ---------------------------------- \| --------------------- \| --------------------- \| \| 1.º \| Jan Hirt \| Intermarché-Wanty-Gobert Matériaux \| 22 h 35 min 43 s \| \| \| 2.º \| Fausto Masnada \| Quick-Step Alpha Vinyl \| + 1 min 00 s \| \| \| 3.º \| Rui Alberto Costa \| UAE Team Emirates \| + 1 min 16 s \| \| \| 4.º \| Élie Gesbert \| Arkéa-Samsic \| + 1 min 18 s \| \| \| 5.º \| Anthon Charmig \| Uno-X Pro Cycling Team \| + 1 min 18 s \| \| \| 6.º \| Kévin Vauquelin \| Arkéa-Samsic \| + 1 min 38 s \| \| \| 7.º \| Kevin Colleoni \| BikeExchange-Jayco \| + 1 min 50 s \| \| \| 8.º \| Rein Taaramäe \| Intermarché-Wanty-Gobert Matériaux \| + 1 min 51 s \| \| \| 9.º \| Henri Vandenabeele \| Team DSM \| + 1 min 54 s \| \| \| 10.º \| Mauro Schmid \| Quick-Step Alpha Vinyl \| + 2 min 01 s \| \| |                    |                                    |                  |
| |                    |                                    |                  |
| Fuente: ProCyclingStats |                    |                                    |                  |
| Clasificación general |                    |                                    |                  |
| Ciclista | Ciclista           | Equipo                             | Tiempo           |
| 1.º | Jan Hirt           | Intermarché-Wanty-Gobert Matériaux | 22 h 35 min 43 s |
| 2.º | Fausto Masnada     | Quick-Step Alpha Vinyl             | + 1 min 00 s     |
| 3.º | Rui Alberto Costa  | UAE Team Emirates                  | + 1 min 16 s     |
| 4.º | Élie Gesbert       | Arkéa-Samsic                       | + 1 min 18 s     |
| 5.º | Anthon Charmig     | Uno-X Pro Cycling Team             | + 1 min 18 s     |
| 6.º | Kévin Vauquelin    | Arkéa-Samsic                       | + 1 min 38 s     |
| 7.º | Kevin Colleoni     | BikeExchange-Jayco                 | + 1 min 50 s     |
| 8.º | Rein Taaramäe      | Intermarché-Wanty-Gobert Matériaux | + 1 min 51 s     |
| 9.º | Henri Vandenabeele | Team DSM                           | + 1 min 54 s     |
| 10.º | Mauro Schmid       | Quick-Step Alpha Vinyl             | + 2 min 01 s     |

### Clasificación de  puntos
| Clasificación por puntos | Clasificación por puntos | Clasificación por puntos           | Clasificación por puntos | Clasificación por puntos |
| Ciclista                 | Ciclista                 | Equipo                             | Puntos                   |                          |
| ------------------------ | ------------------------ | ---------------------------------- | ------------------------ | ------------------------ |
| 1.º                      | Fernando Gaviria         | UAE Team Emirates                  | 37 pts                   |                          |
| 2.º                      | Kaden Groves             | BikeExchange-Jayco                 | 33 pts                   |                          |
| 3.º                      | Jan Hirt                 | Intermarché-Wanty-Gobert Matériaux | 32 pts                   |                          |
| 4.º                      | Amaury Capiot            | Arkéa-Samsic                       | 28 pts                   |                          |
| 5.º                      | Mark Cavendish           | Quick-Step Alpha Vinyl             | 27 pts                   |                          |
| 6.º                      | Fausto Masnada           | Quick-Step Alpha Vinyl             | 24 pts                   |                          |
| 7.º                      | Anthon Charmig           | Uno-X Pro Cycling Team             | 24 pts                   |                          |
| 8.º                      | Kévin Vauquelin          | Arkéa-Samsic                       | 24 pts                   |                          |
| 9.º                      | Rui Alberto Costa        | UAE Team Emirates                  | 21 pts                   |                          |
| 10.º                     | Élie Gesbert             | Arkéa-Samsic                       | 18 pts                   |                          |

### Clasificación de los jóvenes
| Clasificación del mejor joven | Clasificación del mejor joven | Clasificación del mejor joven | Clasificación del mejor joven | Clasificación del mejor joven |
| Ciclista                      | Ciclista                      | Equipo                        | Tiempo                        |                               |
| ----------------------------- | ----------------------------- | ----------------------------- | ----------------------------- | ----------------------------- |
| 1.º                           | Anthon Charmig                | Uno-X Pro Cycling Team        | 22 h 37 min 01 s              |                               |
| 2.º                           | Kévin Vauquelin               | Arkéa-Samsic                  | + 20 s                        |                               |
| 3.º                           | Kevin Colleoni                | BikeExchange-Jayco            | + 32 s                        |                               |
| 4.º                           | Henri Vandenabeele            | Team DSM                      | + 36 s                        |                               |
| 5.º                           | Mauro Schmid                  | Quick-Step Alpha Vinyl        | + 43 s                        |                               |
| 6.º                           | Kevin Vermaerke               | Team DSM                      | + 59 s                        |                               |
| 7.º                           | Filippo Zana                  | Bardiani CSF Faizanè          | + 1 min 56 s                  |                               |
| 8.º                           | Denis Nekrasov                | Gazprom-RusVelo               | + 2 min 16 s                  |                               |
| 9.º                           | Luca Covili                   | Bardiani CSF Faizanè          | + 2 min 23 s                  |                               |
| 10.º                          | Hugo Toumire                  | Cofidis                       | + 3 min 14 s                  |                               |

### Clasificación por equipos
| Clasificación por equipos | Clasificación por equipos          | Clasificación por equipos | Clasificación por equipos |
| Equipo                    | Equipo                             | Tiempo                    |                           |
| ------------------------- | ---------------------------------- | ------------------------- | ------------------------- |
| 1.º                       | Arkéa-Samsic                       | 67 h 53 min 48 s          |                           |
| 2.º                       | Intermarché-Wanty-Gobert Matériaux | + 7 s                     |                           |
| 3.º                       | Team DSM                           | + 2 min 01 s              |                           |
| 4.º                       | Bardiani-CSF-Faizanè               | + 9 min 31 s              |                           |
| 5.º                       | Quick-Step Alpha Vinyl             | + 10 min 05 s             |                           |

## Evolución de las clasificaciones
| Etapa                   |                         | Ganador _        | Clasificación general | Puntos           | Jóvenes        | Combatividad    | Equipo                             |
| ----------------------- | ----------------------- | ---------------- | --------------------- | ---------------- | -------------- | --------------- | ---------------------------------- |
| 1.ª etapa               | etapa llana             | Fernando Gaviria | Fernando Gaviria      | Fernando Gaviria | Kaden Groves   | Peio Goikoetxea | UAE Team Emirates                  |
| 2.ª etapa               | etapa llana             | Mark Cavendish   | Mark Cavendish        | Mark Cavendish   | Kaden Groves   | Peio Goikoetxea | UAE Team Emirates                  |
| 3.ª etapa               | etapa escarpada         | Anthon Charmig   | Anthon Charmig        | Mark Cavendish   | Anthon Charmig | Peio Goikoetxea | Intermarché-Wanty-Gobert Matériaux |
| 4.ª etapa               | etapa escarpada         | Fausto Masnada   | Fausto Masnada        | Mark Cavendish   | Anthon Charmig | Peio Goikoetxea | Intermarché-Wanty-Gobert Matériaux |
| 5.ª etapa               | etapa de montaña        | Jan Hirt         | Jan Hirt              | Jan Hirt         | Anthon Charmig | Peio Goikoetxea | Arkéa-Samsic                       |
| 6.ª etapa               | etapa llana             | Fernando Gaviria | Jan Hirt              | Fernando Gaviria | Anthon Charmig | Peio Goikoetxea | Arkéa-Samsic                       |
| Clasificaciones finales | Clasificaciones finales |                  | Jan Hirt              | Fernando Gaviria | Anthon Charmig | Peio Goikoetxea | Arkéa-Samsic                       |

## Ciclistas participantes y posiciones finales
Convenciones:
- AB-N: Abandono en la etapa "N"
- FLT-N: Retiro por arribo fuera del límite de tiempo en la etapa "N"
- NTS-N: No tomó la salida para la etapa "N"
- DES-N: Descalificado o expulsado en la etapa "N"

## UCI World Ranking
El Tour de Omán otorgó puntos para el UCI World Ranking para corredores de los equipos en las categorías UCI WorldTeam, UCI ProTeam y Continental. Las siguientes tablas son el baremo de puntuación y los diez corredores que obtuvieron más puntos:
| Posición              | 1.º | 2.º | 3.º | 4.º | 5.º | 6.º | 7.º | 8.º | 9.º | 10.º | 11.º | 12.º | 13.º | 14.º | 15.º | 16.º-30.º | 31.º-40.º |
| Clasificación general | 200 | 150 | 125 | 100 | 85  | 70  | 60  | 50  | 40  | 35   | 30   | 25   | 20   | 15   | 10   | 5         | 3         |
| Por etapa             | 20  | 10  | 5   |     |     |     |     |     |     |      |      |      |      |      |      |           |           |
| Líder                 | 5   |     |     |     |     |     |     |     |     |      |      |      |      |      |      |           |           |

| Clasificación |                  |                                    |         |       |       |       |
| Posición      | Ciclista         | Equipo                             | General | Etapa | Líder | Total |
| ------------- | ---------------- | ---------------------------------- | ------- | ----- | ----- | ----- |
| 1.º           | Jan Hirt         | Intermarché-Wanty-Gobert Matériaux | 200     | 30    | 5     | 235   |
| 2.º           | Fausto Masnada   | Quick-Step Alpha Vinyl             | 150     | 20    | 5     | 175   |
| 3.º           | Rui Costa        | UAE Emirates                       | 125     | -     | -     | 125   |
| 4.º           | Élie Gesbert     | Arkéa Samsic                       | 100     | 10    | -     | 110   |
| 5.º           | Anthon Charmig   | Uno-X                              | 85      | 20    | 5     | 110   |
| 6.º           | Kévin Vauquelin  | Arkéa Samsic                       | 70      | 15    | -     | 85    |
| 7.º           | Kevin Colleoni   | BikeExchange-Jayco                 | 60      | -     | -     | 60    |
| 8.º           | Rein Taaramäe    | Intermarché-Wanty-Gobert Matériaux | 50      | -     | -     | 50    |
| 9.º           | Mauro Schmid     | Quick-Step Alpha Vinyl             | 35      | 10    | -     | 45    |
| 10.º          | Fernando Gaviria | UAE Emirates                       | -       | 40    | 5     | 45    |